# Alison Steadman
Alison Steadman, född 26 augusti 1946 i Liverpool, är en brittisk skådespelare. I Sverige är hon kanske mest känd för sin roll som den energiska fembarnsmamman Mrs Bennet i BBC:s Stolthet och fördom av Jane Austen från 1995.
Steadman var gift med regissören Mike Leigh under åren 1973–2001. De separerade 1996. Hon är numera sambo med skådespelaren Michael Elwyn.

## Filmografi i urval
- 1976 – Drömsemester – eller… (TV-film, Nuts in May)
- 1984 – Svinaktiga affärer
- 1985 – Kärleksaffären – Lawrence och Frieda (TV-film, Coming through)
- 1986 – Ursäkta vad är klockan?
- 1986 – Den sjungande detektiven
- 1988 – Baron Münchausens äventyr
- 1989 – Shirley Valentine
- 1990 – Livet leker!
- 1992 – Panik på hotellet
- 1995 – Stolthet och fördom (TV-serie)
- 1996 – Hemligheter och lögner
- 1999 – Topsy-Turvy
- 2001 – Adrian Mole i cappuccinoåldern (TV-serie)
- 2004–2006 – The Worst Week of My Life (TV-serie)
- 2006 – Confetti
- 2007 – Fanny Hill (TV-serie)
- 2007–2024 – Gavin & Stacey (TV-serie)
- 2014–2016 – Boomers (TV-serie)
- 2018 – Hold the Sunset (TV-serie)
- 2022 – Rules of the Game (TV-serie)